# Carex limprichtiana
Carex limprichtiana är en halvgräsart som beskrevs av Georg Kükenthal. Carex limprichtiana ingår i släktet starrar, och familjen halvgräs. Inga underarter finns listade i Catalogue of Life.